# Бакаїв шлях
Бакаїв шлях —  один зі шляхів (дорога, сакма), західна гілка Муравського шляху, по вододілах річок, між Сеймом і Пселом, яким кримські татари та ногайці робили набіги за ясиром, на південні (окраїнні) рубежі Руського. царства.
Був другорядним шляхом, яким, по «Книзі Великого Креслення»: «білогородські (акерманські) татари приходили на Рильські, і Болховские, і Орловські місця — Бокай мурза».

## Маршрут
Бакаєв шлях відгалужувався від Муравського шляху на південь від річки Сейму, що тягнеться від Перекопа до Тули, перетинаючи його в 40 кілометрах вище Курська. Названий, на ім'я Бакая-Мурзи, одного з ватажків кримських татар, що часто користувався цим шляхом для набігів на південні міста царства в XVI - початку XVII століть.
Відрізок Бакаєва шляху від Рильська до Болхова називався Свинячий шлях. В іншому джерелі сказано: «…між іншим, тому, що через Севськ, що споконвіку дивився на татарську „Свинячу дорогу“, або „Бакаєв шлях“, йшла до Москви дорога від Чорного моря, …».
Одне з великих вторгнень, скоєних Бакаєвим шляхом, відбулося в 1644 році, коли близько 30 - 40 тисяч татар вторглися в Путивльський, Севський і Рильський повіти.